# Dorfkirche Criewen

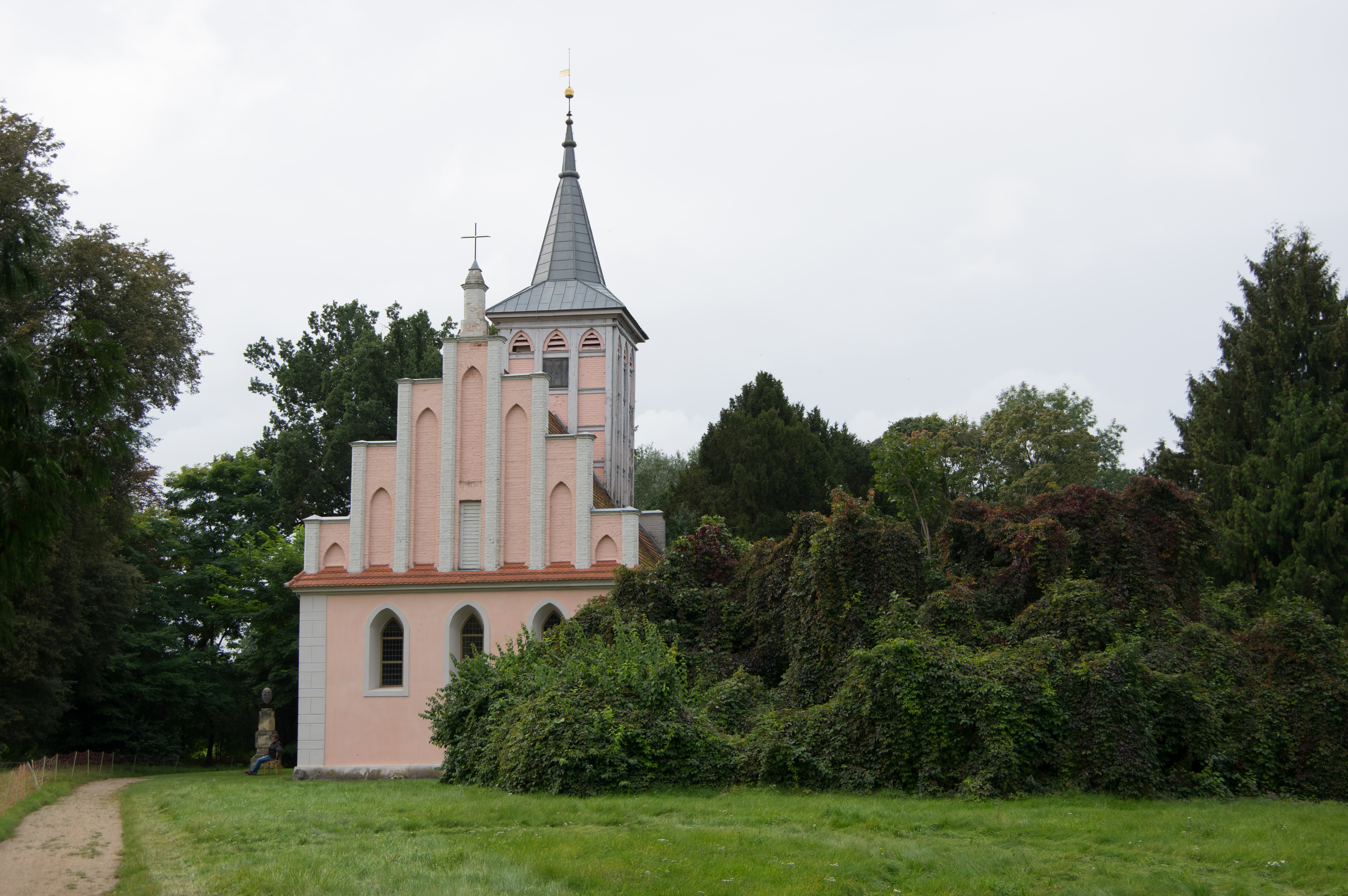
Die Dorfkirche im Gutspark

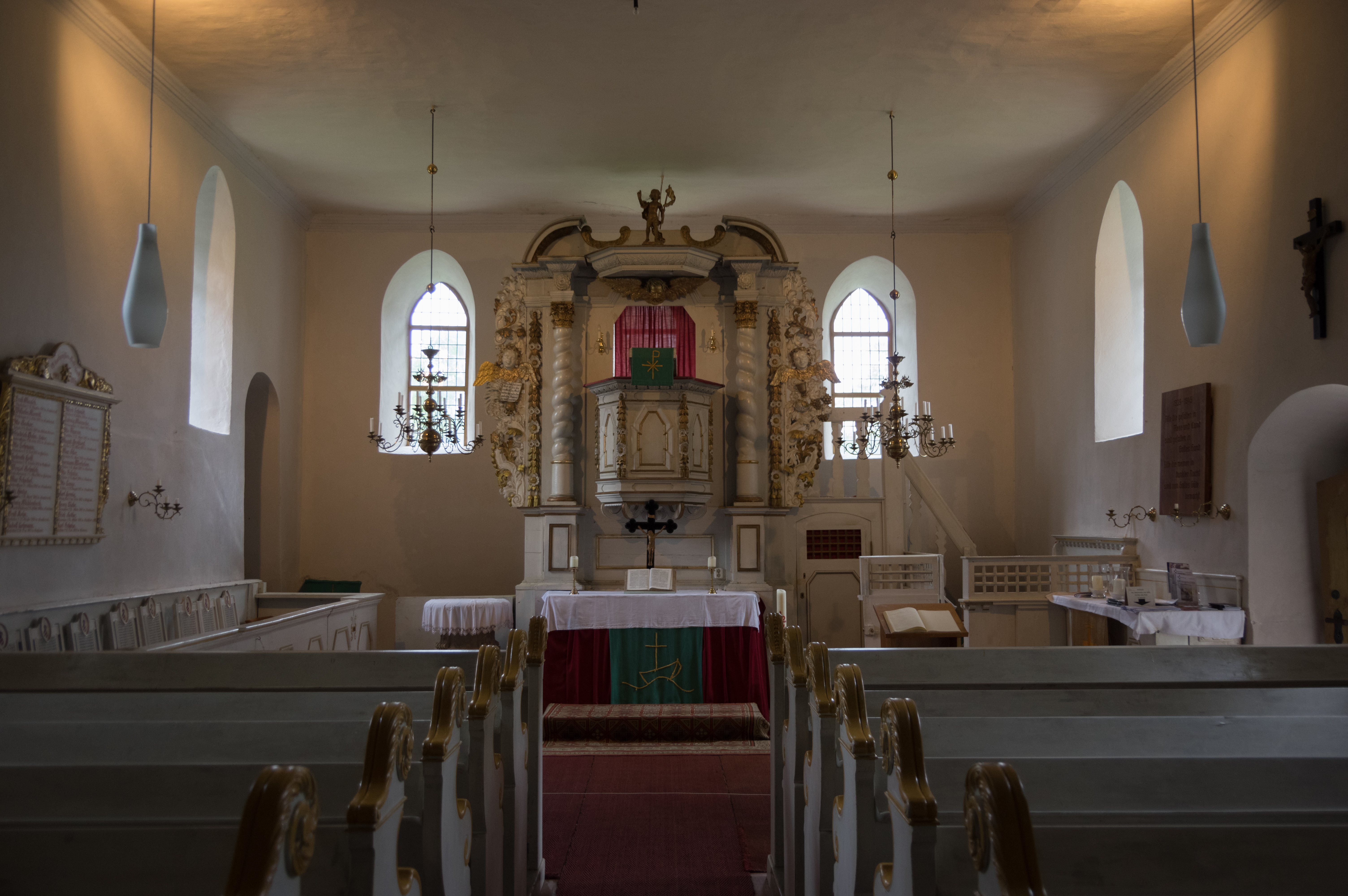
Der Altar

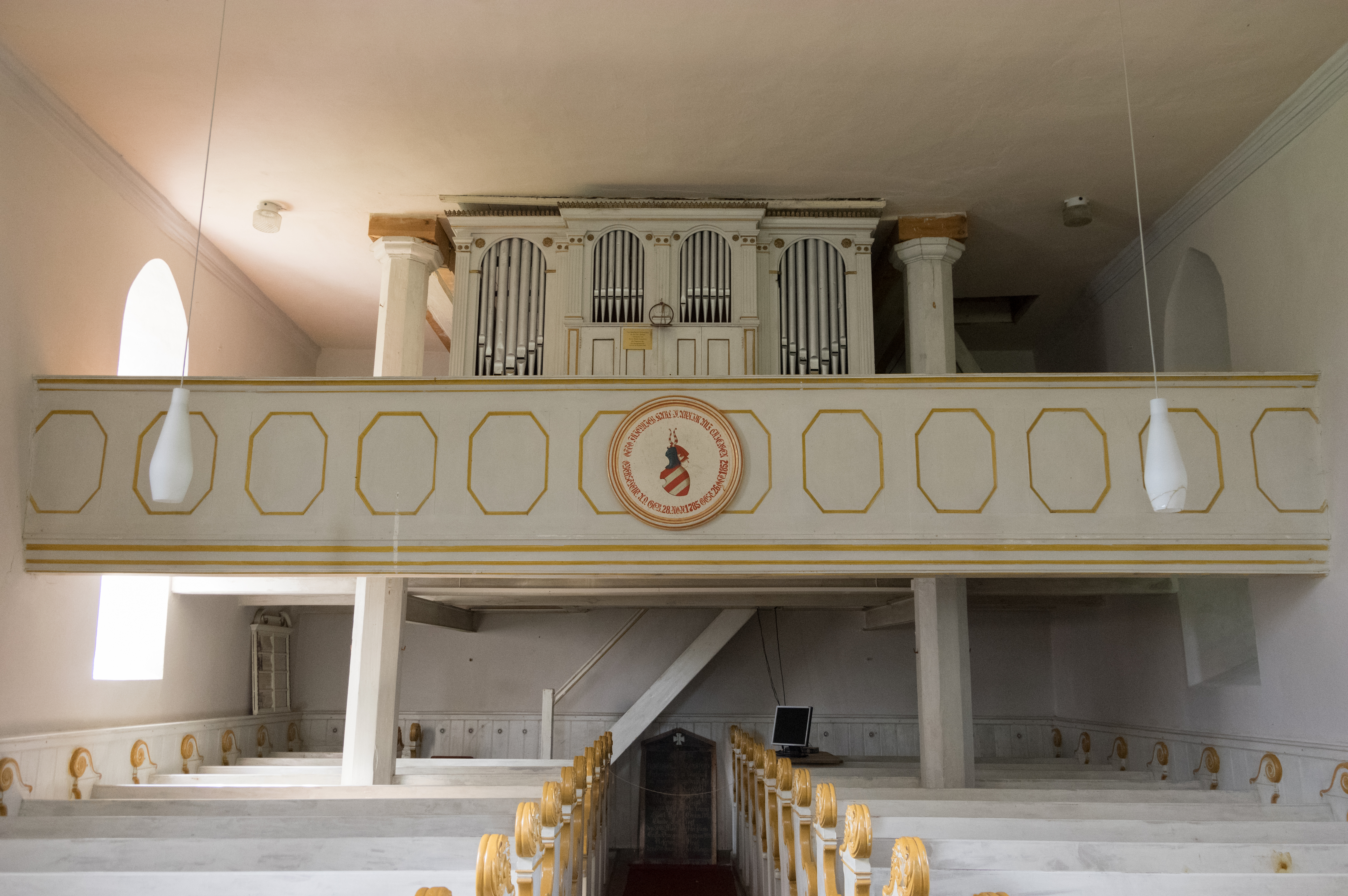
Die Empore mit der Orgel

Die Dorfkirche Criewen ist eine Kirche in Criewen, einem Stadtteil von Schwedt/Oder in Brandenburg. Die Kirche liegt seit der Verlegung des Dorfes im Jahre 1816 im Süden des Gutsparks. Die Dorfkirche ist denkmalgeschützt. Sie gehört zum Kirchenkreis Uckermark der Evangelischen Kirche Berlin-Brandenburg-schlesische Oberlausitz.

## Geschichte
Vermutlich gab es zwei Vorgängerbauten der heutigen Kirche. Eine Kirche aus Holz wurde um 1200 errichtet, die nächste Kirche stand auf Feldsteinfundamenten. Das ergaben Grabungen in den Jahren 1997 und 2004. Die heutige Kirche geht auf einen Bau aus dem 13. oder 14. Jahrhundert zurück. Diese Kirche brannte im Dreißigjährigen Krieg aus und wurde von 1682 bis 1692 wieder aufgebaut. Im Jahre 1816 wurde das Rittergut an Otto von Armin-Gerswalde verkauft. Dieser ließ das Dorf um etwa 500 Meter nach Nordosten verlegen. So kam die Kirche zu ihrer Alleinstellung im Gutspark. Die Kirche wurde von 1830 bis 1833 erheblich umgebaut. Der Fachwerkturm und der Stufengiebel stammen aus dieser Zeit. Renovierungen der Kirche gab es in den Jahren 1913, 1968 und von 2003 bis 2006. Grundlage der denkmalgerechten Instandsetzung und Farbfassungsrekonstruktion 2003 - 2006 waren die restauratorischen Untersuchungen, Zustandsuntersuchungen, bautechnische und bauhistorische Untersuchungen, Bauforschung, Bauzeitenkartierungen, die Maßnahmenempfehlungen und die baubegleitende restauratorische Betreuung des Dipl.-Restaurators Gottfried Grafe.

## Die Kirche
Die Kirche ist ein Saalbau mit einem rechteckigen Grundriss von etwa 19 Meter mal 10 Meter. Das Mauerwerk ist im Wesentlichen aus Feldstein erstellt und verputzt. Dabei ist die Fassade nur schwach durch Ecklisenen, einem Traufsims und Rahmungen um die Fenster und die Türen gegliedert. Prägend für die Fassade und die Kirche wirkt der neogotische Stufengiebel an der Ostseite. Am Ostschluss und den Hauptseiten befinden sich jeweils drei Fenster mit Spitzbogen. An der Südseite befindet sich der Eingang zur Kirche, die Gutsherren betraten die Kirche von Norden. An der westlichen Seite befindet sich der Turm aus Fachwerk. Der Turm wird von einem Knickhelm abgeschlossen, auf dem befindet sich ein Knauf und eine Wetterfahne. Knauf und Wetterfahne, mit der Jahreszahl 1692, sind vergoldet.
Das Innere ist im wesentlich im barocken Stil gehalten und stammt aus dem Wiederaufbau Ende des 17. Jahrhunderts / Anfang des 18. Jahrhunderts und den Umbauten von 1830 bis 1833 und 1913. Die Ausstattung ist weiß gehalten, der Dekor ist golden. Der Kanzelaltar wurde 1713 von Christian Kiel aus Oderberg gefertigt. An den Seiten der Kanzel befinden sich gedrehte Säulen, der Kanzelkorb ist fünfseitig. Auf dem ebenfalls fünfseitigen Schalldeckel befindet sich ein auferstandener Christus. Eine Christusfigur, geschaffen von dem Dänen Bertel Thorvaldsen, befindet sich hinter dem Altar. Sie stand vorher im Mausoleum. Die Taufe aus Sandstein wurde mit der Taufschale aus Zinn im Jahre 1668 erstellt. Die Orgel stand ursprünglich in der Pfarrkirche Altglienicke in Berlin-Altglienicke, sie wurde 1894 hierher gebracht. Der Orgelbauer war Wilhelm Remler aus Berlin. Die Orgel hat acht Register und einen dreiteiligen Prospekt. Die ältere Glocke stammt wahrscheinlich aus dem 15. Jahrhundert und wurde aus Bronze gegossen.

## Mausoleum
Das Mausoleum befindet sich an der westlichen Seite der Kirche. Erbaut wurde das Mausoleum von 1856 bis 1857 im Stil der Tudorgotik. Es war die Begräbnisstätte der Familie von Arnim-Criewen, hier lagen neun Särge. Alle Särge wurden auf dem Patronatsfriedhof umgebettet. Es ist ein rechteckiger Putzbau mit einem Satteldach. An der nördlichen Seite befindet sich der Eingang mit vorgelagerter Treppe, an der westlichen Seite drei gleichartige Fenster mit Ornamentsschmuck, an der südliche Seite zwei Fenster mit bildlicher Darstellung. Die fünf Bleiglasfenster wurden von Ferdinand Ulrich vom Königliche Institut für Glasmalerei aus Berlin-Charlottenburg im Jahre 1856 geschaffen.